# Hawker Hurricane

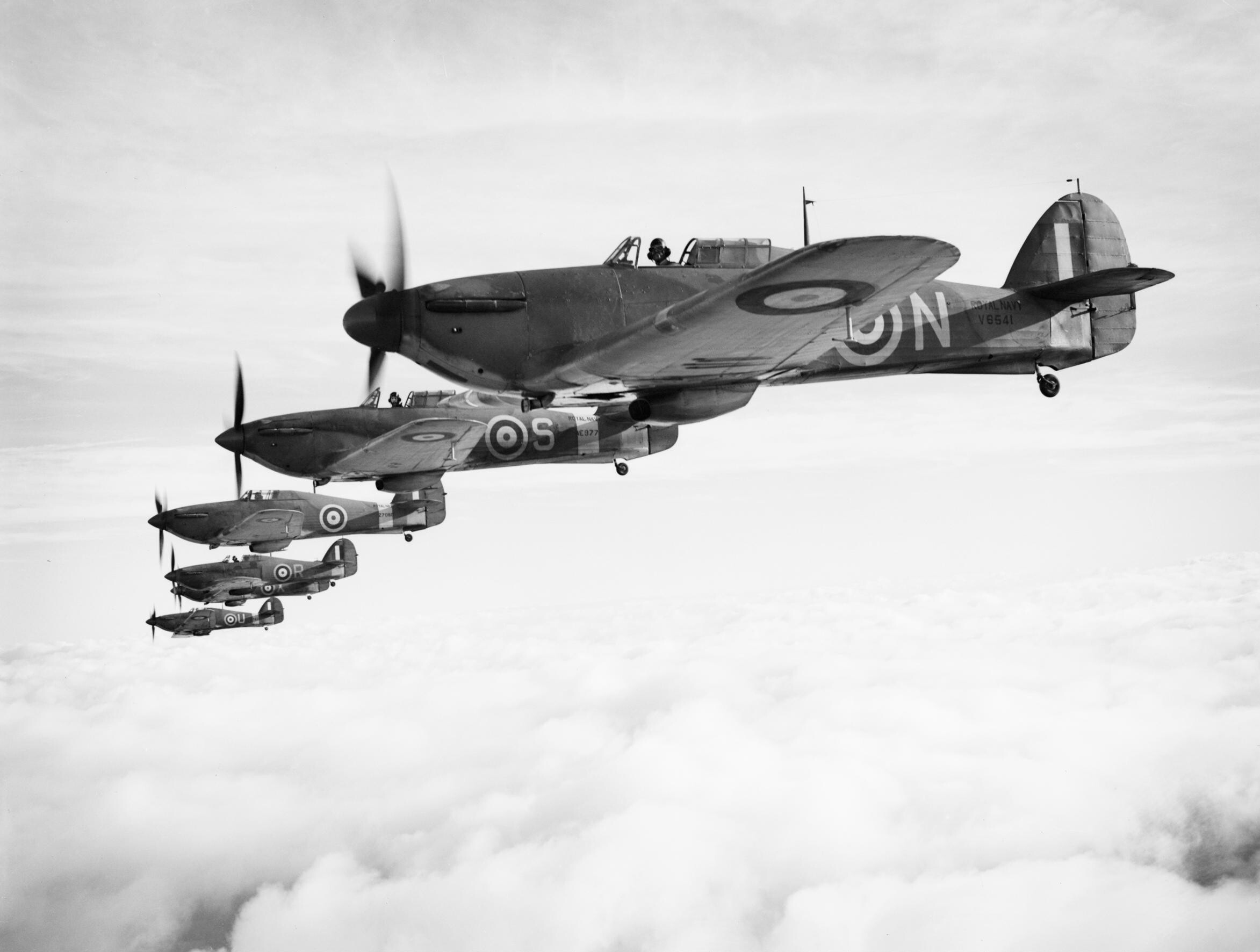
Zes Hurricanes Mk IB in formatie, december 1941

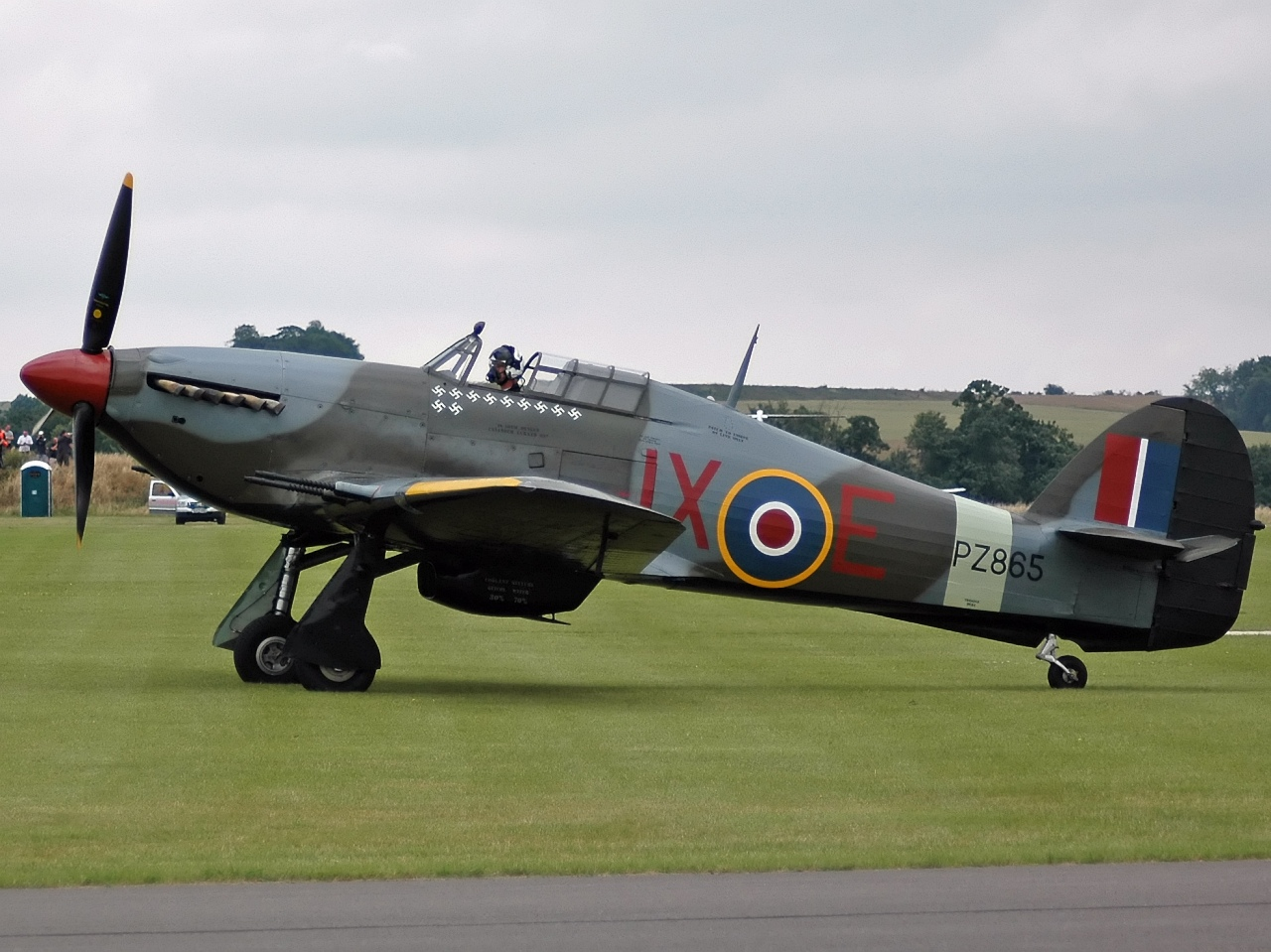
Hawker Hurricane Mk IIC PZ865, de laatste ooit geproduceerd. Het was het toestel van de Tsjechische piloot Karel Kuttelwascher uit het No. 1 Squadron RAF in 1942.

De Hawker Hurricane was een jachtvliegtuig van de Royal Air Force. Het werd ingezet tijdens de Tweede Wereldoorlog en verwierf vooral bekendheid in de Slag om Engeland.

## Geschiedenis
Het toestel werd ontworpen door Sydney Camm, als ingenieur werkzaam bij Hawker Aircraft. Het ontwerp werd in 1934 voorgelegd aan het luchtvaartministerie die in het daaropvolgende jaar de opdracht gaf voor de bouw van een prototype. Op 6 november 1935 maakte dit de eerste vlucht met een Rolls-Royce Merlin-C-motor met een vermogen van 757 kW (1029 pk). Het toestel was geschikt voor een bewapening van vier mitrailleurs van het kaliber van 0,303 inch in beide vleugels. 
De testvluchten gingen goed en in juni 1936 werd de eerste order voor 600 exemplaren geplaatst. Hawker Aircraft was inmiddels opgegaan in Hawker Siddeley dat de productie in handen nam. Het eerste fabrieksexemplaar vloog in oktober 1937 en in december kwamen de eerste toestellen aan bij No. 111 Squadron.
Op 11 februari 1938 legde het toestel een traject van 526 km af met een gemiddelde snelheid van 658 km/h. Dit was 48 km/h sneller dan de Duitse Messerschmitt Bf 109 die in 1937 een wereldsnelheidsrecord vloog. Dit snelheidsrecord was vooral bedoeld om de bevolking een hart onder de riem te steken. De RAF vertelde er niet bij dat dit record werd gehaald met een uitzonderlijk sterke rugwind. In november 1938 volgde een tweede opdracht voor 1000 toestellen.
Tijdens de Slag om Engeland waren de Hurricanes verantwoordelijk voor 70% van de neergehaalde Duitse toestellen. Hoewel qua ontwerp wellicht wat ouder dan de ook legendarische Spitfire (zo was het achterste deel van de romp traditioneel opgebouwd uit hout en textiel) was de Hurricane van vitaal belang tijdens de Slag om Engeland. Omdat ze veel eenvoudiger van constructie waren dan de Spitfires konden ze ook veel sneller hersteld worden. Ook het Poolse squadron dat de meeste vijandelijke vliegtuigen neerhaalde vloog met de Hurricane.
Er kwamen meerdere versies van het toestel met een krachtiger motor, de Merlin XX, en met variaties in de bewapening zoals 12 mitrailleurs en met 20 mm- en 40 mm-snelvuurkanonnen. De laatste versie, de Mk4, was het eerste geallieerde toestel dat in februari 1942 uitgerust werd met lucht-grondraketten. Hoewel de basisconstructie van het toestel verouderd was bleef het tot na de Tweede Wereldoorlog in dienst. Er werden in totaal 12.780 stuks gebouwd in Groot-Brittannië en 1451 stuks in Canada door de Canadian Car and Foundry Company.
De Hurricane werd door veel andere landen gebruikt. Nog voor de Tweede Wereldoorlog werden 20 toestellen geleverd aan België, dat ook de licentierechten kocht. Eind 1941 werden 24 Hurricanes geleverd aan de Militaire Luchtvaart van het Koninklijk Nederlandsch-Indisch Leger. Andere gebruikers waren o.a. Finland, Roemenië, Griekenland en de Sovjet-Unie. In totaal hebben ongeveer 4000 Hawker Hurricanes bij andere luchtmachten gevlogen.